# جولي داون كول
جولي داون كول (بالإنجليزية: Julie Dawn Cole)‏ هي ممثلة بريطانية، ولدت في 26 أكتوبر 1957 بغلدفورد في المملكة المتحدة.

## أعمال

### أفلام
- (1971) ويلي ونكا ومصنع الشيكولاتة

## وصلات خارجية
- جولي داون كول على موقع IMDb (الإنجليزية)
- جولي داون كول على موقع ألو سيني (الفرنسية)
- جولي داون كول على موقع ميوزك برينز (الإنجليزية)
- جولي داون كول على موقع أول موفي (الإنجليزية)
- جولي داون كول على موقع قاعدة بيانات الأفلام السويدية (السويدية)
- جولي داون كول على موقع ديسكوغز (الإنجليزية)
- جولي داون كول على موقع قاعدة بيانات الفيلم (الإنجليزية)
- جولي داون كول على موقع كينوبويسك (الروسية)